# エンシスハイム隕石

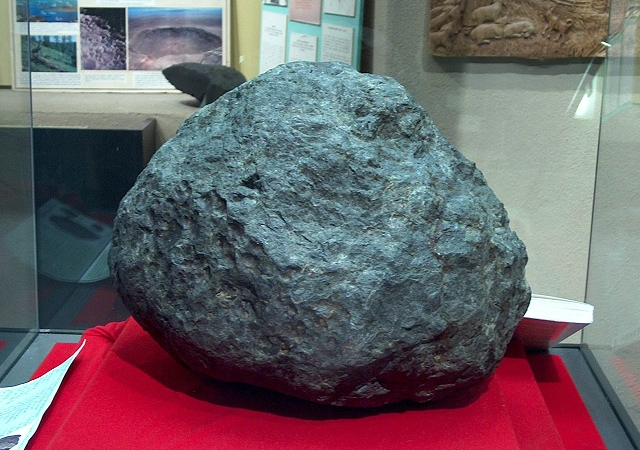
エンシスハイム隕石

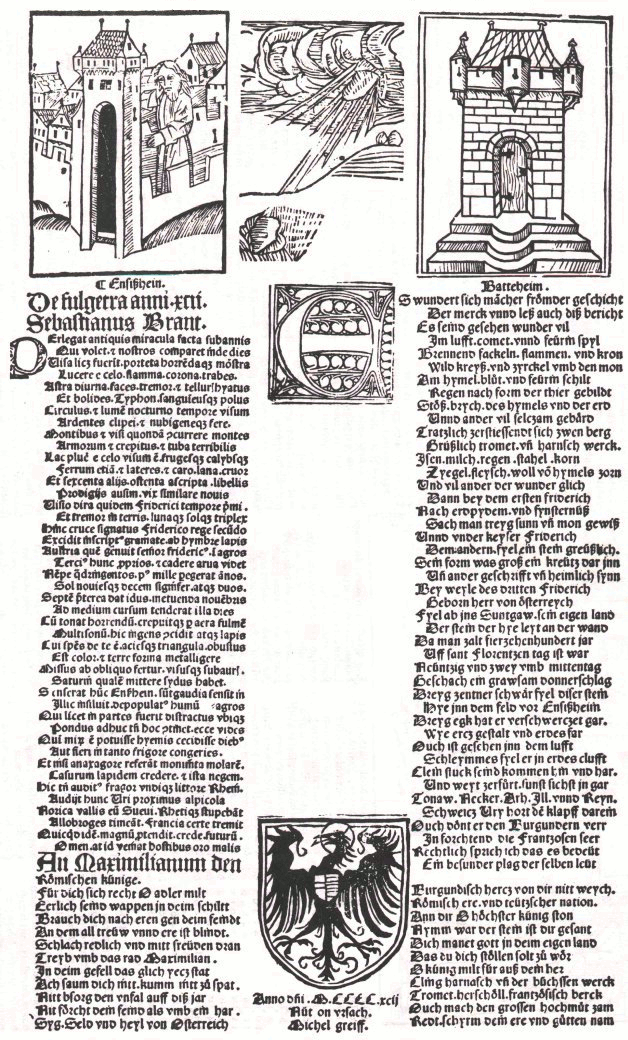
『阿呆船』で知られる詩人セバスティアン・ブラント（Sebastian Brant）による記録

エンシスハイム隕石（エンシスハイムいんせき、英: Ensisheim meteorite）は、1492年11月7日、前方オーストリア・アルザス地方の城壁に囲まれた町エンシスハイム（現在のフランスオー＝ラン県ゲブヴィレール郡エンシスハイム）郊外の小麦畑に落下した隕石。LL6普通コンドライトに分類される石質隕石で、落下の目撃記録のある隕石としてはヨーロッパで最も古い隕石とされる。

## 隕石の落下と当時の反応
1492年11月7日午前11時から正午にかけて、高速で大気に突入し、光と大音響を残してエンシスハイム近くの農園に落下した。爆発音はドナウ、ネッカー、アーレ、ラインの谷に沿って響き渡り、150キロメートル以上離れたスイスのウーリ州でも聞こえたという記録が残っている。落下した時点ではその質量は127キログラムあり、形状は三角形で、落下地点の小麦畑に1メートルの穴を作ったと伝えられる。穴から隕石が引き上げられると、エンシスハイムとその近くの村人によって隕石が削り取られたが、時の神聖ローマ皇帝フリードリヒ3世の息子マクシミリアンのためにこの石を保存すべく、地元の役人がそれ以上の破壊を押し留めた。
『阿呆船 (Das Narrenschiff)』で知られる風刺作家ゼバスティアン・ブラント は、1492年の終わりまでに隕石の落下を題材とした自作の詩を載せた4篇のチラシ (英: brodesheets, 独: Flügblatter) を、バーゼル、ロレーヌ、ストラスブールで配布した。ブラント作の詩篇は、隕石の一部とともにバチカンのピッコロミニ枢機卿（のちの教皇ピウス3世）へと送られた。
画家アルブレヒト・デューラーは、1494年の油彩画『荒野の聖ヒエロニムス』の裏面に流星とも彗星とも取れる天体現象を描いており、1492年11月当時バーゼルに住んでいたデューラーがエンシスハイム隕石による火球を描いたものとする説もある。ハルトマン・シェーデルが1493年に刊行したニュルンベルク年代記の見開き257にもこの隕石の落下が描かれている。
エンシスハイムの旧市庁舎の中にある市立博物館 musée de la Régence に、現存する53.831 キログラムの隕石が展示されている。その他、ヨーロッパを中心に切り取られた破片が保存・展示されている。